# Marrara Oval
Le Marrara Oval, appelé le TIO Stadium pour des raisons de naming, est un stade principalement consacré au football australien et au rugby à XIII, situé à Marrara dans la banlieue de Darwin dans le Territoire du Nord en Australie. Le stade accueille des rencontres de football australien, de rugby à XIII, de cricket et de football.
Construit en 1991, il a une capacité de 12 500 spectateurs faisant du stade le plus grand du Territoire du Nord. Il est la propriété du gouvernement du Territoire du Nord

## Évènements
- Coupe du monde de rugby à XIII 2017